# كأس البرازيل 2008
كأس البرازيل 2008 هو الموسم 20 من كأس البرازيل. أقيم خلال الفترة 13 فبراير 2008 وحتى 11 يونيو 2008، وأشرف على تنظيمه اتحاد البرازيل لكرة القدم، وكان عدد الأندية المشاركة فيه 64، وفاز فيه نادي سبورت ريسيفه.